# Androidify
Androidify é uma app do Google que permite que a criação de avatares com o aspecto do robô verde do Android.
No aplicativo os usuários conseguem modificar as dimensões do corpo do robô: braços, pernas, cabeça, tronco, fazendo eles ficarem maiores, menores, mais largos ou mais estreitos.
E também, podendo editar o corpo do Android e adicionar dezenas de elementos diferentes. tendo disponível, camisas, vestidos, saias, calças, óculos, monóculos, barbas, bigodes, penteados, chapéus, etc. Há literalmente centenas de possibilidades diferentes para customizar o seu robô.
Lançado em 2011, o Androidify permite que você crie um avatar Android personalizado para você e outras pessoas. O aplicativo Android foi atualizado ao longo dos anos, mas foi recentemente removido da Google Play Store.

## História
O aplicativo foi lançado em 2011, O aplicativo Androidify foi atualizado ao longo dos anos, mas foi recentemente removido da Google Play Store.
O aplicativo Androidify teve sua última atualização móvel em 2016, perdendo muitas alterações recentes do sistema operacional e sendo removido do Google Play.
Segundo o Google, a decisão de remover o Androidify em fevereiro de 2020 vem do declínio do uso e da idade do aplicativo.
Depois do Androidify ser removido, o site do Androidify sendo clicado, para quem tem guardado o site em alguma pasta, foi direcionado para o Site official do Android.
Em 2023, o site do Androidify pode parecer que voltou (o site em inglês), com referência a Google I/O 2016, o que ainda é uma duvida entre os usuários.
Em 2024, a Google apresentou um mascote de robô 3D atualizado para o Android em que pode criar o seu próprio bot de Android, fazendo com que o Androidify volte, mas diferente.